# Susan Abulhawa
Susan Abulhawa (en árabe: سوزان أبو الهوى‎; 3 de junio de 1970) es una periodista y activista por los derechos humanos palestino-estadounidense. Autora del éxito editorial Amaneceres en Yenín, una historia ficticia de Oriente Medio.

## Biografía
Susan Abulhawa nació en un campamento de personas refugiadas palestinas en Jerusalén.Después de vivir en diferentes países árabes, emigró a los Estados Unidos a la edad de 13 años, actualmente vive en Yardley, Pensilvania.
Estudió Ciencias Biomédicas en la Universidad de Carolina del Sur y se dedicó a la ciencia biomédica, donde trabajó como investigadora para una empresa farmacéutica.
Además de tres novelas, en 2013 Abulhawa publicó una colección de poesía titulada Mi voz buscó el viento. También se dedica al periodismo y publica en varios periódicos estadounidenses e internacionales. Paralelamente, contribuye a varias antologías y se dedica a la escritura de novelas.
Novelas
La primera de éstas, Mornings in Jenin, Amaneceres en Jenin, fue publicada originalmente en 2006 bajo el título The Scar of David. Se convirtió en un superventas internacional, traducido a 30 idiomas. Narra la historia de una familia durante varias generaciones en el contexto del Conflicto israelí-palestino.
Su segunda novela, The Blue Between Sky And Water, se tradujo a 19 idiomas incluso antes de su lanzamiento. Fue publicada en el Reino Unido el 4 de junio de 2015 y en los Estados Unidos el 1 de septiembre de 2015 y 2016 en España.

### Activismo
En 2001 fundó la organización no gubernamental Playgrounds for Palestine ('Parques infantiles para Palestina') para la construcción de parques infantiles en los campamentos de refugiados. En 2002 visitó el campo de refugiados de Yenín como observadora internacional, como resultado de la Operación Escudo Defensivo de las Fuerzas de Defensa de Israel de ese año. Su vocación literaria es esencial para ella durante esta estancia en el Medio Oriente, con la voluntad de contar por medio de la creación novelística la dolorosa historia de los habitantes de Palestina y hacer comprender la crueldad de la situación. También está influenciada por el pensamiento del estadounidense palestino Edward Said sobre la necesidad de narrar los acontecimientos en Palestina desde una perspectiva palestina.

## Publicaciones destacadas

### Novelas
- Mornings in Jenin. Bloomsbury. 2010. ISBN 978-1608190461.Amaneceres en Jenin en español.
- The Blue Between Sky and Water. Bloomsbury. 2015. ISBN 978-1632862228. El azul entre el cielo y el agua en español.[10]
- Against the Loveless World. Bloomsbury. 2020. ISBN 978-1526618801.Contra un mundo sin amor en español

### Otras
- Will the Flower Slip Through the Asphalt: Writers Respond to Capitalist Climate Change (New Delhi: LeftWord Bookss, 2017)
- This Is Not A Border: Reportage & Reflections from the Palestine Festival of Literature (New York: Bloomsbury, 2017)
- Shattered Illusions, anthology (Amal Press, 2002)
- Searching Jenin, anthology (Cune Press, 2003).
- Seeking Palestine: New Palestinian Writing on Exile and Home anthology (New Delhi: Women Unlimited, 2012)
- My Voice Sought The Wind, poetry collection (Charlottesville: Just World Books, 2013)

## Premios y reconocimientos
- Premio Edna Andrade de ficción y no ficción creativa de la Fundación Leeway[11]
- Premio Best Books de ficción histórica
- Premio MEMO del Libro Palestino
- Premio Barbara Deming Memorial Fund[12]
- Finalista del Premio Palabras de Aspen
- Premio del Museo Árabe Americano de Ficción
- Premio MEMO Palestine Book
- Finalista del Rathsbones Folio Prize
- Finalista del Premio Literario Athenaeum of Philadelphia 2020